# Luis Oddó Osorio
Luis Oddó Osorio (Valparaíso, 1865-Iquique, 3 de junio de 1899) fue un fotógrafo chileno de la ciudad de Iquique, hijo de Félix Henri Oddó, inmigrante francés de la ciudad de Marsella. Exhibe sus propios cortometrajes documentales en el salón de la filarmónica en la calle Tarapacá de la ciudad de Iquique entre mayo y junio de 1897. Tras el éxito de estas "vistas", parte a Santiago en donde se pierde el rastro de su vida. Por las fechas de las exhibiciones y el registro periodístico que existe de ellas, podría ser considerado el primer realizador del cine chileno.
A fines del siglo XIX, Oddó adquiere una máquina proyectora, modelo Demeny de 35 mm, que proyectaba una imagen de 7 metros de ancho por 5 de alto. Haciéndose también con varias películas (algunas de los Lumière y otras de Edison, como la popular La Serpentina), monta una serie de exhibiciones que comienzan en el mes de mayo de 1897 en el Salón de la Filarmónica de Iquique. Tal vez la primera exhibición (al menos registrada por el diario El Tarapacá), habría sido el 15 de mayo. Ahí, Oddó exhibió tres tandas de películas, un total de treinta películas. Una sesión que debe haber durado alrededor de media hora.
Pero a los pocos días Oddó, según lo atestiguan los diarios El Tarapacá y La Patria, logró dar con la clave para generar sus propias películas. “El señor Oddó ha dado con el secreto que a muchos fotógrafos [sic] americanos les había sido imposible de encontrar”, dice La Patria el 21 de mayo de 1897. Cabe recordar que las máquinas eran tanto proyectoras como filmadoras, aunque esta última técnica era efectivamente guardada con celo por las primeras empresas filmadoras. Así lo expresa un artículo del diario El Tarapacá del 1 de junio de 1897: “Hasta el presente este delicado trabajo, que requiere máquinas muy complicadas, había sido el privilegio [sic] de los constructores é inventores de estos aparatos en Europa, los cuales naturalmente se hacen pagar carísimo tal operación”.
Es por eso que es notable el paso que da Oddó. Así, la noche anterior, el 20 de mayo, para sorpresa de los asistentes, Oddó exhibe Una cueca en Cavancha, filme que muestra «la muy popular cueca, se ofrece á [sic] los ojos de los espectadores admirablemente bailada por una entusiasta pareja» (El Nacional, 30 de mayo de 1897). De esta manera, la noche del jueves 20 de mayo de 1897, con Una cueca en Cavancha, nace el cine chileno
Dado el éxito de sus muestras, Oddó continúa unos días más, pero ya planea su viaje a Santiago para mostrar sus trabajos. Es así que la última exhibición que realiza el sábado 12 de junio, muestra dos nuevas películas: Bomba Tarapacá nº 7 y Grupo de gananciosos en la partida de Football entre caballeros de Iquique y de la pampa. 
Luego de la muestra de estos cuatro cortometrajes en la ciudad de Iquique, viaja en el vapor Loa con rumbo a Santiago, el 29 de junio, llegando a Valparaíso el 2 de julio, acompañado de su esposa (Sara Cotapos) y de su hijo Félix, para finalmente el 18 de julio de 1897 realizar las "vistas" de sus cortometrajes en el Teatro Unión Central de Santiago. Así lo da cuenta el diario El Ferrocarril: «dirigido por un fotógrafo, hijo de nuestro país, el que, después de muchos estudios, ha logrado hacer vistas locales como las que ya ha exhibido en Iquique, representando la cueca chilena y varias otras escenas de costumbres nacionales». La exhibición se repite al otro día, y a pesar que se anuncia la preparación de una vista santiaguina llamada "Una carga de caballería" y otra de un ferrocarril llegando a la Estación de Santiago ambas al parecer nunca se terminan o nunca se exhiben o, al menos, la prensa no se preocupa de su proyección.
Luego de esta aventura capitalina, el rastro de Oddó se vuelve casi inexistente. Ya no se encuentran nuevas proyecciones ni en Santiago, ni en Iquique.